# I Just Can’t Stop Loving You
I Just Can’t Stop Loving You ist eine Popballade von Michael Jackson im Duett mit Siedah Garrett. Sie wurde am 20. Juli 1987 als erste Single vorab aus dem Album Bad ausgekoppelt. 
Am 1. Juni 2012 erschien posthum eine Wiederveröffentlichung als Auskopplung aus dem Album Bad 25.

## Geschichte
Das von Jackson selbst geschriebene Stück wollte dieser zunächst mit Sängerinnen wie Barbra Streisand oder Whitney Houston aufnehmen. Auch Aretha Franklin und Agnetha Fältskog (ABBA) waren in Erwägung gezogen worden. Doch alle hatten andere Verpflichtungen. Die von Jacksons Produzent Quincy Jones protegierte Siedah Garrett kam so ins Spiel.
Im Original hat der Song ein längeres gesprochenes Intro. Dieses wurde u. a. auf vielen Kompilationen und weiteren Bad-Veröffentlichungen weggelassen. Auf einigen Neuauflagen des Albums sind Versionen des Titels in spanischer (Todo mi amor eres tu) und französischer Sprache (Je ne veux pas la fin de nous) enthalten.

## Kommerzieller Erfolg

### Charts und Chartplatzierungen
Das Stück debütierte in den USA auf Platz 37, damit erreichte I Just Can’t Stop Loving You dort das höchste Debüt des Jahres. Nach 7 Wochen erreichte der Song Platz eins in den USA und wurde der erste von fünf aufeinanderfolgenden Nummer-eins-Hits aus dem Album Bad.
| ChartsChartplatzierungen       | Höchstplatzierung | Wochen |
| ------------------------------ | ----------------- | ------ |
| Deutschland (GfK)              | 2 (14 Wo.)        | 14     |
| Österreich (Ö3)                | 5 (14 Wo.)        | 14     |
| Schweiz (IFPI)                 | 2 (15 Wo.)        | 15     |
| Vereinigtes Königreich (OCC)   | 1 (9 Wo.)         | 9      |
| Vereinigte Staaten (Billboard) | 1 (14 Wo.)        | 14     |

| ChartsJahrescharts (1987)      | Platzierung |
| ------------------------------ | ----------- |
| Deutschland (GfK)              | 26          |
| Schweiz (IFPI)                 | 21          |
| Vereinigte Staaten (Billboard) | 45          |

### Auszeichnungen für Musikverkäufe
| Land/Region                  | Auszeichnungen für Musikverkäufe (Land/Region, Auszeichnung, Verkäufe) | Verkäufe  |
| ---------------------------- | ---------------------------------------------------------------------- | --------- |
| Kanada (MC)                  | Gold                                                                   | 40.000    |
| Neuseeland (RMNZ)            | Silber                                                                 | 5.000     |
| Vereinigte Staaten (RIAA)    | Gold                                                                   | 1.000.000 |
| Vereinigtes Königreich (BPI) | Silber                                                                 | 464.000   |
| Insgesamt                    | 2× Silber · 2× Gold ·                                                  | 1.509.000 |

Hauptartikel: Michael Jackson/Auszeichnungen für Musikverkäufe